# Viajou sem Passaporte
O Viajou Sem Passaporte é um grupo de pesquisa em criatividade, fundado em 1978, em São Paulo, Brasil. Sua primeira formação era composta por 7 estudantes da Escola de Comunicações e Artes da Universidade de São Paulo, na época matriculados nos cursos de teatro, música, cinema e jornalismo.

## História
A atividade do grupo foi mais intensa entre os anos de 1978 e 1982, quando ficaram conhecidos por realizarem intervenções em peças de teatro, que causaram forte reação na classe teatral e na imprensa especializada, devido à violenta ironia e provocação de que eram carregadas, embora embora pacíficas e fisicamente inofensivas. O Viajou Sem Passaporte se dedicou principalmente a quatro tipos de atividades: a criação de jogos criativos, a realização de intervenções urbanas, a recriação irônica de mídias e a investigação dos limites da imaginação humana .
Os próprios termos intervenção criativa e intervenção urbana foram introduzidos no Brasil pelos grupos 3nós3, Viajou sem passaporte  e Manga Rosa . A expressão "intervenção" foi usada para diferenciar as ações desses grupos tanto em relação aos happening (tornados célebres por grupos de teatro estadunidenses como The Living Theatre influentes em grupos como o Teatro Oficina, no Brasil) quanto em relação à performance dos artistas plásticos.
O grupo, paralelamente, acreditava que artistas e outros pesquisadores de criatividade deveriam se organizar para exigir que o Estado subvencionasse a atividade criativa mantendo absoluta e incondicional liberdade de expressão. Embora alguns de seus membros houvessem sido militantes estudantis de tendências trotskistas, as atividades do grupo nunca tiveram qualquer ligação com movimentos políticos. Ideologicamente, pode-se dizer que o Viajou Sem Passaporte era contra o realismo socialista, a arte nacional-popular, o Teatro do Oprimido e toda tentativa de politizar a arte através de um conteúdo supostamente "revolucionário". Via com simpatia e muitas vezes se inspirava no dadaísmo e no surrealismo, tentando ficar eqüidistante de ambos como Marcel Duchamp, o que de certa forma os aproximava das performances do Grupo Fluxus.
Do dadaísmo, o Viajou Sem Passaporte herdou a desconfiança na "ilusão da obra de arte e na tentação da máscara do artista" (Octavio Paz em "Marcel Duchamp e o Castelo da Pureza"). Do surrealismo, herdou o desejo de romper a fronteira entre a arte e a vida e estender os limites da imaginação. Para isso, o grupo tratava de realizar atividades que colocassem em crise a normalidade vigente em qualquer situação: um ônibus, uma praça, uma peça de teatro, um outdoor ou mesmo o cotidiano do grupo. O suporte principal do seu trabalho era o corpo (o que induziu erroneamente a ser classificado como grupo de teatro) e o resultado eram ações; dessa forma, o Viajou não deixou obras, apenas memórias e alguma documentação, além de influência nos atuais coletivos de a(r)tivismo .

## Intervenções criativas

### Trajetória em torno da árvore
Realizada em 28 de março de 1979, a intervenção consistia em fazer com que, a cada 60 segundos, um elemento do grupo andasse por uma calçada e desse um giro em torno de uma árvore situada no Largo do Arouche, em São Paulo, em frente a um bar com mesas externas.

### Trajetória do curativo
Realizada em 27 de abril de 1979, em conjunto com o artista Gabriel Borba, baseada na constatação de que, quando entra alguém no ônibus com um curativo no olho, todo mundo nota. Um elemento do grupo com um curativo no olho esquerdo entrava no ônibus, pagava a passagem e descia no próximo ponto. Nesse mesmo ponto, outro elemento com curativo subia no ônibus e repetia a ação. O ciclo se repetiu por 8 vezes, de forma que sempre houvesse um curativo a bordo, sendo os membros do grupo apenas suporte para o verdadeiro passageiro: o curativo. No último ponto, havia uma pessoa carregando um cartaz "assinando" a intervenção. Um observador disfarçado do Viajou, que fez todo o trajeto de dentro do ônibus, colheu impressões dos passageiros, entre elas, "hoje em dia só andando de ônibus para a gente se divertir".

### Trajetória do paletó
Realizada em 1979. Desdobramento da Trajetória do Curativo, começava com um elemento do grupo entrando em um ônibus com um paletó no braço. No ponto seguinte, o segundo elemento subia ao ônibus e se aproximava do primeiro, que lhe dizia: "Por favor, você poderia segurar este paletó porque eu vou descer?". Então entregava o paletó, aceito com neutra gentileza pelo segundo, e descia do ônibus. O ciclo se repetiu por n vezes, até que o último elemento do grupo ofereceu o paletó a um passageiro comum. No forro do paletó, havia a inscrição "Trajetória do Paletó, Viajou Sem Passaporte, 1979. Favor entregar este paletó ao endereço tal". O paletó nunca mais foi visto.

## Intervenções em teatro
Foram apenas três, mas certamente configuraram as mais polêmicas intervenções do Viajou Sem Passaporte, reportadas nos jornais e com particular repercussão entre a classe teatral, incluindo o Sindicato dos Artistas e Técnicos em Diversão do Estado de São Paulo (SATED) que instaurou uma sindicância para apurar os acontecimentos, procedimento que entretanto não trouxe quaisquer decorrências judiciais. Sábato Magaldi, por exemplo, criticou o grupo por sua intervenção à peça de Aniversário de mãe (Teatro do oprimido) de  Augusto Boal, afirmando que intervenção era "de inaceitável infantilidade" e que oprimia quem se voltava contra qualquer tipo de opressão.

## Textos e publicações
Primeiro texto oficial do Viajou, impresso algumas vezes em frente e verso de um papel A4 em mimeógrafo elétrico, se chamava "Público idiota". Geralmente era distribuído após as atividades do grupo, além de ser encartado na brochura U.S.B.A.E.A.E.. Foi transcrito na revista CineOlho